# 米蘭·馬里奇
米蘭·馬里奇（Miran Maričić，1997年6月17日—），是一名克羅埃西亞射擊運動員，曾獲得2018年世界射擊錦標賽男子10公尺空氣步槍季軍。
他曾在2017年獲得德拉任·彼得羅維奇獎最佳男運動員獎。

## 外部連結
- ISSF （页面存档备份，存于）